# Alphazone
Alphazone – niemiecka grupa tworząca muzykę hard trance, pochodząca z Brunszwiku w Dolnej Saksonii. Powstała w 1995 r.
W jej skład wchodzą Alex Zwarg i Arne Reichelt. W 1996 r. wydali swój pierwszy singel – "Overload". W 2001 r. stali się popularni wraz z debiutem ich remiksu do utworu "Jetlag" DJ Kima, a w następnych latach wydali jeszcze kilka udanych singli. Duet Alphazone był częścią grupy Saltwater grającej Hard trance
Aliasy: "Desire", D-Mention, Nebulus, Bias Bros., Crusader, Nightflight, Pump Machine, Saturator.

## Dyskografia
- 2001 Daydream (jako D-Mention)
- 2002 Stay
- 2003 Rockin
- 2004 Flashback
- 2004 Revelation
- 2004 Desire (jako "Nightflight")
- 2004 Destination Paradise (jako Nebulus)
- 2005 Sunrise
- 2006 My House is Your House 2006 (jako "Crusader")
- 2007 Forever (Coming Soon!)